# Tatyana Detig

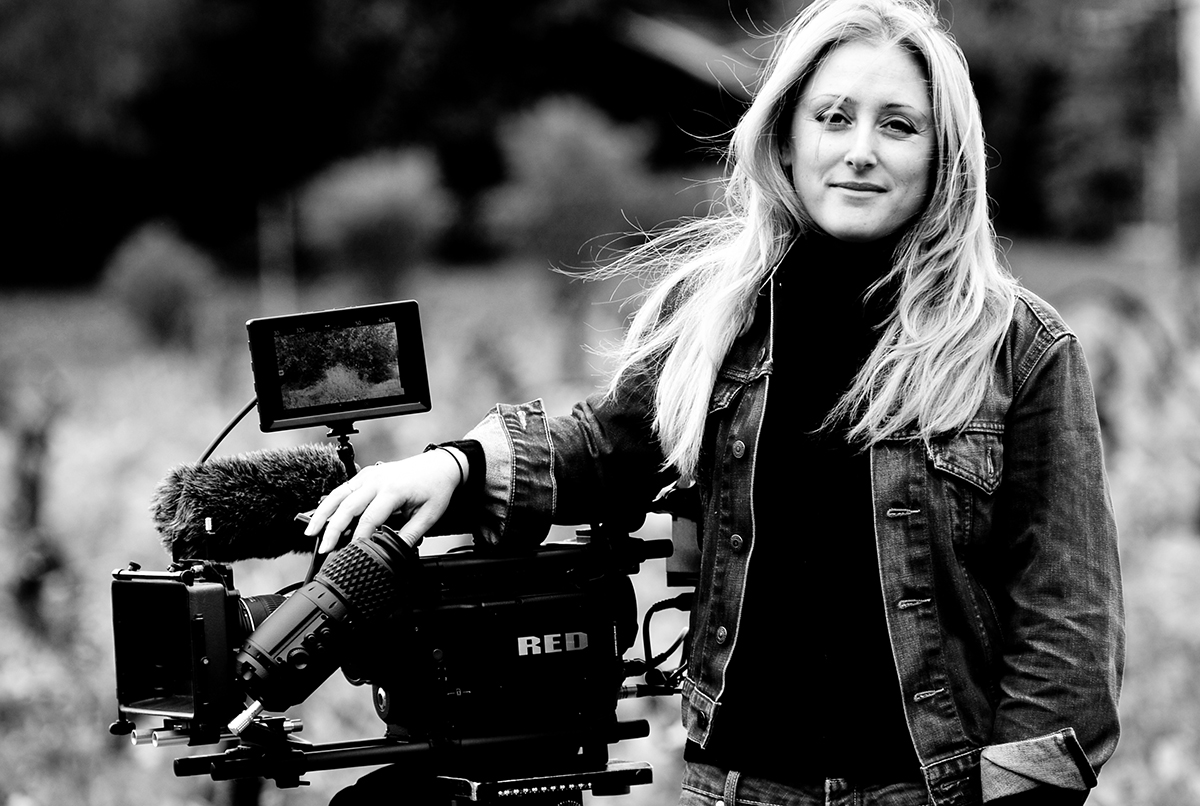
Tatyana Detig 2013

Tatyana Detig (auch Tetyana Detig, * als Tetjana Alexandrowna Kotschetkowa 27. Mai 1976 in Kiew, Ukrainische SSR, Sowjetunion) ist eine ukrainische Journalistin und Filmemacherin.

## Werk
Detig dreht investigative TV-Dokumentationen zu verschiedenen gesellschaftspolitischen, zeithistorischen, sowie kulturellen Themen. In den Dokumentationen Strahlenjäger, sowie Die strahlende Stadt, über Schowti Wody, setzt sich Detig mit der bis heute anhaltenden Strahlenbelastung in ihrem Heimatland Ukraine, unter anderem verursacht durch die Nuklearkatastrophe von Tschernobyl, auseinander.
Tatyana Detig lebt mit ihrem Mann, dem Komponisten und Journalisten Alexander Detig, in Bad Kreuznach.

## Rezeption
Detigs Film Russlanddeutsche – unsere fremden Nachbarn? erhielt 2022 den Negativpreis Goldene Kartoffel, da er ein tendenziöses, stigmatisierendes und verzerrtes Bild der Minderheit der Russlanddeutschen zeichne. Die im Film gezeigte russlanddeutsche Journalistin Ira Peter hatte zuvor beim Rundfunkrat Beschwerde eingelegt.

## Filmographie (Auswahl)
- 2010: Adventure Ocean Quest, 5 Folgen (ZDF/arte) (Redaktion)
- 2011, mit Alexander Detig: Radioactive Detectives (Strahlenjäger), 2 Folgen (ZDF)
- 2012, mit Alexander Detig: Embittered City (Die strahlende Stadt/Die Uranstadt) (ZDF)
- 2013: Yakuza – Gangster und Wohltäter (ARTE) (Redaktion)
- 2016: Das Tschernobyl-Vermächtnis (ZDF/ORF)
- 2020: mit Alexander Detig: Schlacht um Kiew (ZDF/ORF)
- 2020: mit Alexander Detig: Kinder der Macht (ZDF/ORF)
- 2021: mit Alexander Detig:  Blutiges Erbe:Geheimnisvolle Schlachtfelder im Osten (ZDF/ORF)
- 2021: Ballerina vor dem großen Sprung (SWR)
- 2022: Der Krieg vor meiner Haustür (SWR)
- 2022: Die Drachenfrau – Schwierige Suche nach dem Heim für Tiere (SWR)
- 2022: Polizist mit Biss (SWR)
- 2022: Der Zauberschmied: Altes Handwerk – junge Ideen (SWR)
- 2022: Traumberuf Ballerina (SWR)
- 2022: mit Andrea Lotter: Russlanddeutsche – unsere fremden Nachbarn? (SWR)